# مشتمل

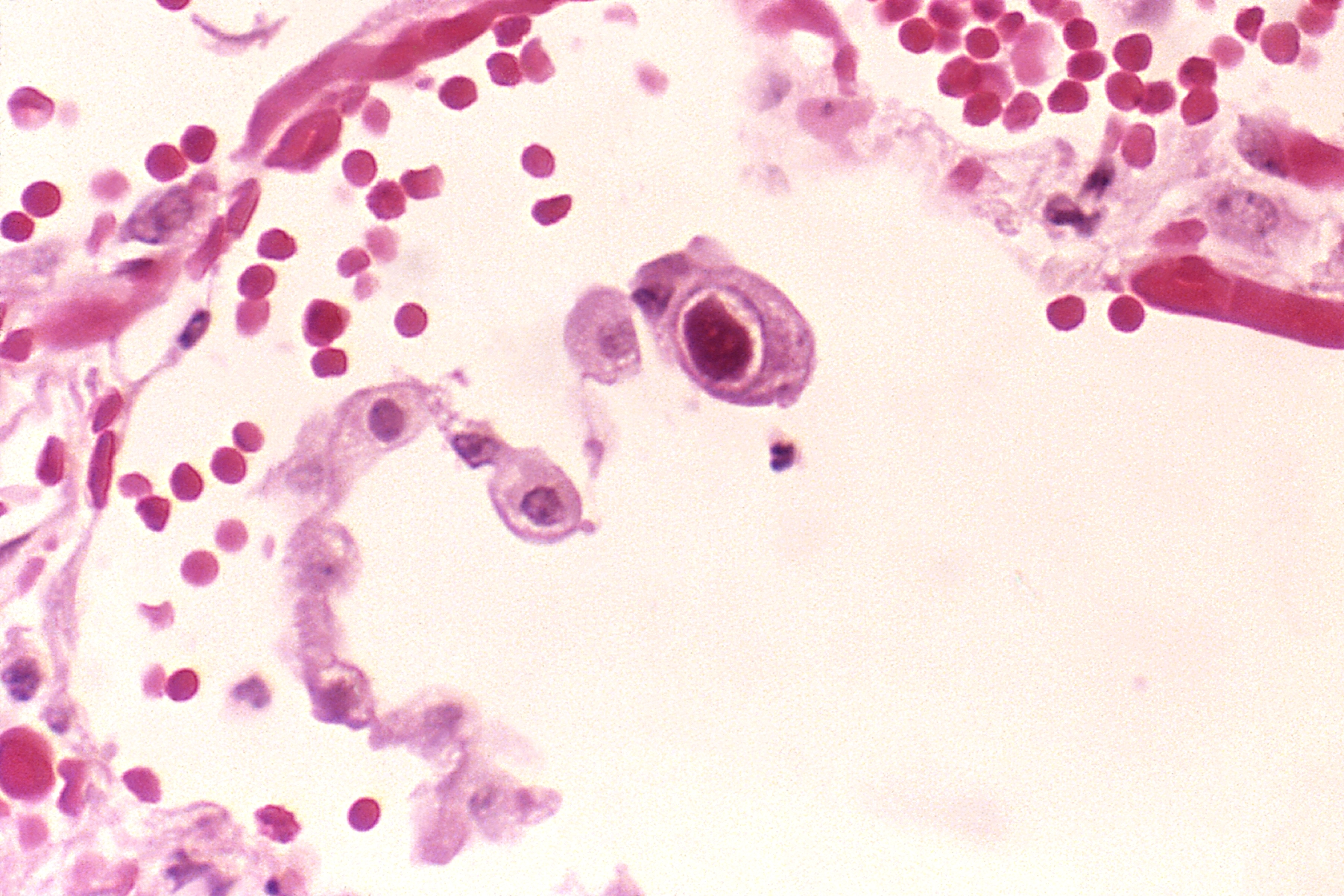

تُمَثِلُ الأجسام المُشْتَمَلَةُ (المحصورة) (بالإنجليزية:  Inclusion bodies)‏ تجمعاتٍ نوويةٍ أو هيولية من موادٍ صبغيةٍ، غالباً ما تكون ممثلةً للبروتينات. فهي عادةً ما تمثل مواقع التكاثر الفيروسي في البكتريا أو خلية حقيقيات النوى وغالباً ما تتكون من بروتينات قفصية فيروسية. هذا ويمكن اعتبار الأجسام المُشْتَمَلَة علاماتٍ مميزةٍ للأمراض الوراثية، كما هو الحال مع الأجسام المُشْتَمَلَة العصبية في الاضطرابات التي منها الخرف الجبهي الصدغي (بالإنجليزية: Frontotemporal dementia)‏ ومرض باركنسون.

## التركيب
ساد المعتقد تقليدياً بأن الأجسام المُشْتَمَلَة البروتينية تحتوي على بروتين مشوه (بالإنجليزية: misfolded protein)‏. على الرغم من ذلك، فإن ذلل الرأي أصبح محل نزاعٍ مؤخراً، حيث أن بروتين الفلوريسنت الأخضر يُشِع ويتألق في بعض الأجسام التضمينية، مما يشير إلى بعض سمات المظهر الخارجي للبنية الأساسية، كما أن الباحثين نجحوا في استرداد البروتين المطوي (بالإنجليزية: folded)‏ من الأجسام المُشْتَمَلَة.

## آلية التشكيل
عندما تظهر مورثات أو جينات أحد العضويات في واحدةٍ أخرى، يُشَكٍلً البروتين الناتج في بعض الأحيان أجساماً مُشْتَمَلةً. وغالباً ما يكون مثل ذلك صواباً عندما تتقاطع المسافات التطورية الكبيرة (بالإنجليزية:  large evolutionary distances)‏: حيث يمثل الحمض النووي الريبي منقوص الأكسجين المتمم (cDNA) والمعزول على سبيل المثال من حقيقيات النوى، والظاهر جيناً مؤتلفاً (بالإنجليزية: recombinant gene)‏ في بدائيات النوى، خطورة تشكيل تجمعاتٍ غير تفاعليةٍ من البروتين المعروفة باسم الأجسام التضمينية. فبينما قد يرمز الحمض النووي الريبي منقوص الأكسجين المتمم (cDNA) لمرسال الحمض الريبي النووي المترجم، فإن البروتين الناتج قد يظهر في بيئةٍ دقيقةٍ أجنبيةٍ. مما يكون له تأثيراتٍ قاتلةٍ، خاصةُ لو قُصِدَ من عملية الاستنساخ إنتاج بروتين نشط حيوياً. وعلى سبيل المثال لذلك، لا تتواجد أنظمة حقيقيات النوى لتحول الكربوهيدرات ونقل الغشاء (بالإنجليزية: membrane transport)‏ في بدائيات النوى. هذا وقد تختلف البيئة الدقيقة لخلية بدائيات النوى (الآس الهيدروجيني، الأسمولية تركيز أسموزي)عن تلك الخاصة بالمصدر الرئيسي للمورثة (الجين). كما قد تغيب كذلك آلية طيِّ البروتين، في حين قد يتم الكشف عن البقايا الكارهة للماء، والتي تظل كامنة ودفينة، حيث تظهر وتصبح متاحة للتفاعل مع المواقع المعرضة الشبيهة على البروتينات الخارجية الأخرى. وكذلك ستتغيب أنظمة المعالجة الخاصة بانشقاق وإزالة الببتيدات الداخلية في البكتريا. مما يجعلنا نلاحظ أن المحاولات الأول لاستنساخ الأنسولين من البكتريا واجه كل تلك العقبات السابقة. هذا بالإضافة إلى أن عمليات الضبط والرقابة البسيطة والخفيفة والتي قد تحافظ على تركيز البروتين منخفضاً، ستكون مختفيةً كذلك في خلية بدائيات النوى، في حين قد يسفر الظهور المفرط (بالإنجليزية: overexpression)‏ عن مليء الخلية ببروتين خارجي (بالإنجليزية: ectopic)‏، والذي لو كان من المحتمل أن يكون مطوياً، فإنه سيترسب (بالإنجليزية: precipitate)‏ بواسطة تشبع بيئته.

## الأجسام المُشْتَمَلَة الفيروسية
من أمثلة الأجسام المُشْتَمَلَةِ الفيروسية في الحيوانات Intracytoplasmic eosinophilic-
- أجسام نغري (بالإنجليزية: Negri bodies)‏ في داء الكلب
- أجسام غورنيري (بالإنجليزية: Guarnieri bodies)‏ في الجدري
- أجسام هندرسون- بيترسون (بالإنجليزية: Henderson-Peterson bodies)‏ في المليساء المعدية

Intranuclear acidophilic -
- أجسام كودري النمط (أ) المتواجد في فيروس الحلأ البسيط والفيروس النطاقي الحماقي وكذلك أجسام توريس في الحمى الصفراء.
- أجسام كودري النمط (ب) والمتواجد في شلل الأطفال

Intranuclear basophilic –
- Cowdry النمط (ب) والمتواجد في أدينوفيروس
- أجسام «عيون البومة» والمتواجدة في فيروس مضخم للخلايا

أجسام داخل الخلايا وداخل السيتوبلازم-
- أجسام وارثين فينكلدي والمتواجدة في الحصبة

في حين تتضمن الأمثلة للأجسام المشتملة الفيروسية في النباتات  على تجمعاتٍ للجسيمات الفيروسية (الشبيهة بتلك الخاصة بفيروس Cucumber mosaic  ) وكذلك تجمعاتٍ للبروتينات الفيروسية (الشبيهة بتلك التضمنات الاسطوانية للـ potyvirus ). وزفقاً لأسر النباتات وفيروسات النباتات، فمن الممكن وجود تلك التضمنات في خلايا القشرة الخارجية أو البشرة، خلايا الأنسجة المنتوسطة الواقعة فيما بين الأبشرة العليا والسفلى، وكذلك خلايا الثغور عندما يتبقع النسيج النباتي بصورةٍ متلائمةٍ. 

## الأجسام المُشْتَمَلَة (التضمنية) في خلايا كريات الدم الحمراء
من الطبيعي ألا تحتوي خلية الدم الحمراء على تضمناتٍ في الهيولي أو السيتوبلازم الخاص بها. على الرغم من ذلك، فقد نلاحظ وجود بعضٍ منها بسبب وقوع بعض الاضطرابات الدموية المحددة.
هذا وتوجد ثلاثة تضمناتٍ بكريات الدم الحمراء:
1. عضيات نمائية: 
  1. أجسام هول- جولي (بالإنجليزية: Howell-Jolly bodies)‏: والتي تتسم بأنها عبارة عن قطعٍ صغيرة الحجم دائريةٍ من النواة الناجمة عن عمليات تمزق النواة (بالإنجليزية: karyorrhexis)‏ أو ناجمة عن التحطمات والتحللات النووية للخلايا الشبكية المتأخرة والصبغة الزراء المائلة إلى الإحمرار مع صبغة رايت (بالإنجليزية:  Wright stain)‏.
  2. مستقعد التنقير (بالإنجليزية: Basophilic stipplings)‏ – والذي قد يكون تضمناً صبغياً ناعماً أو خشناً، ذا لون أزرق داكن أو أرجواني، والذي يظهر في خلايا الدم الحمراء المتواجدة على صبغة رايت الجافة.
  3. أجسام بابينهيمر (بالإنجليزية: Pappenheimer bodies)‏ – وهي عبارة عن غددٍ حداديةٍ (بالإنجليزية: siderosis)‏ تتسم بأنها صغيرة الحجم غير منتظمةٍ وبانها غددٌ داطنة الصبغة تظهر بالقرب من محيط خلية الدم الحمراء المتواجدة في صبغة رايت.
  4. الخلايا الحمراء متعددة الألوان – وهي الخلايا الحمراء اليافعة والتي لم يعد لها نواة ولكنها ما زالت تحتفظ بالحمض النووي الخاص بها.
  5. حلقات كابوت (بالإنجليزية: Cabot Rings)‏ – وهي عبارة عن هياكلٍ شبيهةٍ بالحلقات والتي قد تظهر في خلايا الدم الحمراء في حالات فقر الدم الضخم الأرومات أو في حالات فقر الدم الحاد، أو تسمم بالرصاص، بالإضافة إلى حالات شذوذ تكون كريات الدم (بالإنجليزية:  dyserythropoiesis)‏، والتي يتم فيها تدمير كريات الدم الحمراء قبيل إطلاقها من النقى.
2. الترسب الشاذ لخضاب الدم (الهيموغلوبين): 
  1. أجسام هينز (بالإنجليزية: Heinz bodies)‏ – والتي هي عبارة عن أجسامٍ دائريةٍ، حيث تكون التضمنات الهشة غير مرئيةٍ على طبقةٍ لصبغة رايت. وتُعَدُ أفضل طريقةٍ لتحديدها من خلال تلوينٍ فوق حيويٍ بالصباغ الأساسية.
  2. تضمنات خضاب الدم هـ - ألفا ثيلاسيميا، وهي عبارة عن أجسامٍ مُشْتَمَلَةٍ زرقاء اللون مائلةٍ إلى الخضار، والتي تظهر في العديد من خلايا الدم الحمراء بعد حضانة أربعة قطراتٍ من الدم مع 0.5 مليمتراً من زرقة الكريزل اللامعة (بالإنجليزية:  Brilliant cresyl blue)‏ ولمدة عشرين دقيقةً عند درجة حرارةٍ 37 درجةً سيليزيوسيةً.
3. التضمن البروتوزوي: 
  1. ملاريا
  2. بابسية (بالإنجليزية: Babesia)‏

## المشكلات الحالية مع فصل البروتينات عن الأجسام المُشْتَمَلَة البكتيرية
تضمنت 70- 80 % من البروتينات المؤتلفة، والتي تُظهر  الإشريكية القولونية ، في الأجسام المشتملة (مثال ذلك تجمعات البروتين). [بحاجة لمصدر] وغالباً ما تتطلب عمليات تنقية البروتينات الظاهرة من الأجسام المشتملة خطوتين رئيسيتين: نزع الأجسام المشتملة من البكتريا، ثم يلي ذلك تذويب تلك الأجسام المشتملة المنزوعة. إلا أن تلك العملية تتطلب عمالة مكثفة، وتُعَدُ مستنفذةً للوقت وعالية التكلفة.

## التضمنات (المشتملات) الزائفة
تُعَبِرُ التضمنات الزائفة عن انغلافاتٍ للسيتوبلازم إلى داخل نواة الخلية، والتي قد تُعطي مظهر التضمنات الداخلية النووية، والتي قد تظهر في سرطان الغدة الدرقية الحليمي (بالإنجليزية: papillary thyroid carcinoma)‏.